# Miraglossum
Miraglossum là chi thực vật có hoa trong họ Apocynaceae.
Chi này phân bố tại miền nam châu Phi.

## Các loài
- Miraglossum anomalum (N.E.Br.) Kupicha, 1984
- Miraglossum davyi (N.E.Br.) Kupicha, 1984
- Miraglossum laeve Kupicha, 1984
- Miraglossum pilosum (Schltr.) Kupicha, 1984
- Miraglossum pulchellum (Schltr.) Kupicha, 1984
- Miraglossum superbum Kupicha, 1984
- Miraglossum verticillare (Schltr.) Kupicha, 1984